# White X'mas
«White X'mas» es el octavo sencillo de la boy band japonesa KAT-TUN y segundo sencillo para el álbum de estudio Break the Records -by you & for you-. Fue lanzado el 3 de diciembre de 2008 en Japón y se convirtió en el undécimo número uno global y octavo número uno consecutivo del grupo en las listas de Oricon diarios y semanales respectivamente.

## Información del sencillo
El sencillo fue lanzado en una capacidad limitada para la temporada de Navidad de su fecha de lanzamiento hasta el 26 de diciembre de 2008 en dos presentaciones. La first press edición limitada por primera vez con un DVD con un cortometraje acerca de la realización del video musical y el video musical y un folleto de veinte páginas con fotos, mientras que la edición limitada regular incluye la pista instrumental del sencillo. Ambas presentaciones destaca el trabajo artístico en la cubierta suplente. El sencillo también fue hecho disponible para su descarga a través de Chaku-Uta a través del sitio web Dwango desde el 19 de noviembre de 2008 al 2 de diciembre de 2008. En Dwango se comenzó a transmitir una vista previa del video musical del sencillo el 19 de noviembre.
El sencillo fue el primer tema de vacaciones en ser lanzado comercialmente por KAT-TUN, su segunda balada que se lanzó como sencillo ya que «Bokura no Machi de» de 2006 fue el primero y es su segundo sencillo consecutivo sin motivos para un drama televisivo. Es también el primer registro de KAT-TUN en ser lanzado fuera de Japón, en Corea del Sur cuando esto se hizo disponible en tiendas el 17 de diciembre de 2008.
White X'mas es certificado Platinum por RIAJ por el envío de 250.000 copias.

## Promoción
KAT-TUN realizó una presentación en vivo por primera vez para Music Station el 21 de noviembre de 2008 y volvieron a hacerlo el 28 de noviembre. M-ste también invitó al grupo en la tercera semana consecutiva el 5 de diciembre de 2008.
El grupo también realizó su canción en Hey! Hey! Hey! Music Champ (1 de diciembre), en su propio pragrama de variedades Cartoon KAT-TUN (3 de diciembre) y Utaban (4 de diciembre). Yuichi Nakamaru realizó una visita a Shōnen Club e hizo una presentación en vivo junto con NEWS Keiichiro Koyama y Kanjani∞ Ryuhei Maruyama como parte de una mezcla especial que incluyó «Don't U Ever Stop» y «Lips». El grupo fue invitado a actuar en NTV «Best Artist 2009» especial de fin de año el 16 de diciembre. Otras presentaciones posteriores de la canción fueron en el programa de variedades propias del grupo Cartoon KAT-TUN el 24 de diciembre y Music Station en el especial de fin de año Super Live el 26 de diciembre donde cantó la canción como parte de un popurrí con «Don't U Ever Stop». La última presentasión de la canción en 2008 tuvo lugar en Shōnen Club Premium el 28 de diciembre.

## Ventas

### Oricon sales chart (Japón)
| Lanzamiento            | Lista                        | Posición Máxima | Ventas Totales |
| ---------------------- | ---------------------------- | --------------- | -------------- |
| 2 de diciembre de 2008 | Oricon Daily Singles Chart   | #1              | 69.673         |
| 9 de diciembre de 2008 | Oricon Weekly Singles Chart  | #1              | 250.106        |
| Diciembre de 2008      | Oricon Monthly Singles Chart | #1              | 289.598        |
| Diciembre de 2008      | Oricon Yearly Singles Chart  | #24             | 250.106        |

Ventas totales - 291.184*

## Lista de pistas
- Edición Limitada Lista de pistas

| N.º | Título                       | Escritor(es)                                             | Duración |  |
| 1.  | «White X'mas»                | ECO (letras), NAO (música y arreglado), ha-j (arreglado) | 4:52     |  |
| 2.  | «White X'mas (Instrumental)» |                                                          |          |  |

- DVD Lista de pistas

1. "White X'mas" (video musical)
2. "White X'mas" (realización del video)